# 第一最上川橋梁
第一最上川橋梁（だいいちもがみがわきょうりょう）は、山形県最上郡戸沢村にある最上川に架かる東日本旅客鉄道（JR東日本）陸羽西線の鉄道橋である。

## 概要
陸羽西線起点の新庄駅から15.3km、津谷駅 - 古口駅間に位置する。橋のすぐ下流側には古口大橋も存在する。
1911年（明治44年）に工事を開始。最上川の急流と度重なる増水に妨げられ工事は難航したが、1913年（大正2年）に完成。その後、1973年（昭和48年）に橋は架け替えられ、現在の橋は2代目である。
「第一」最上川橋梁と命名されているが、第二最上川橋梁も存在し、こちらは羽越本線にある。かつてこの2つの橋は以前存在した「酒田線」にあったため、第一、第二と命名されたが、第一最上川橋梁が陸羽西線に、第二最上川橋梁が羽越本線に編入後もそのままの名称で今も使われている。なお、山形県の鉄道橋に第一第二が付かない最上川橋梁も存在する。